# Am-Pehu
Am-Pehu (Príncep del nord) fou el nom del nomós XIX del Baix Egipte. Està situat al nord-est del Delta, però a l'oest del nomós XIV (Khenty-abt), on era Pelúsion; arribava fins a la mar.
No tenia nom grec i la seva capital s'indica situada a Buto d'Orient (ciutat diferent de la Buto d'Occident al nomós V), però probablement la capital era Djanet (Tanis o Àvaris avui San al-Hagar) que sovint apareix com a part del nomós XIV (Khenty-abt) i es pensa que el nomós XIX es va separar de Khenty-abt
Altres ciutats foren Imet (avui Tell Nabasha) i Pi-Ramsès (Qantir) construïda per Seti I i Ramsès II.
El deu principal era Wadjet.

## Nota
1. ↑  The només of Egypt, de W. M. Flinders Petrie